# 雷根斯堡大学植物园

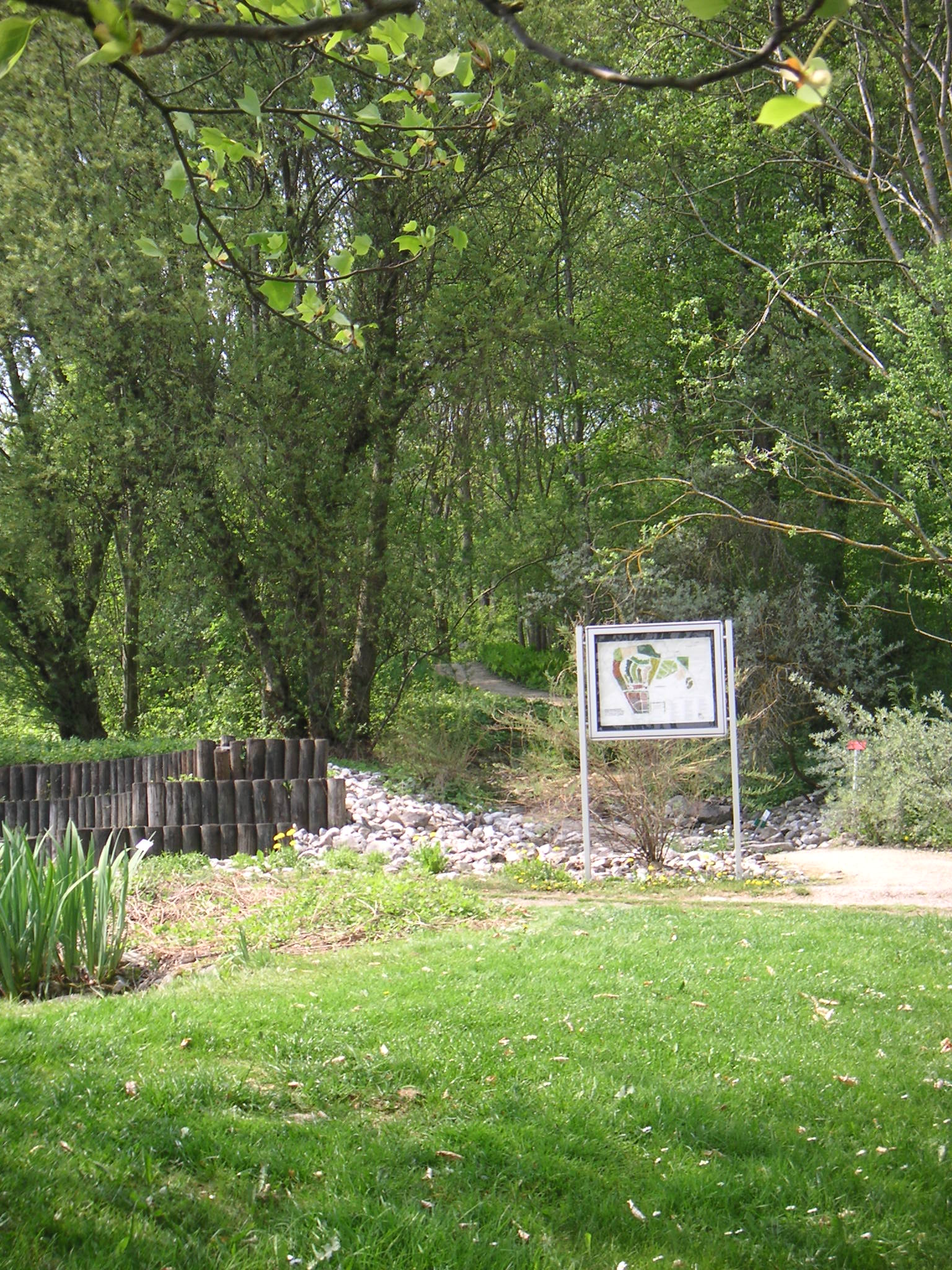

雷根斯堡大学植物园（德語：Botanischer Garten der Universität Regensburg）是一个由雷根斯堡大学管理的植物园。

## 历史
植物园成立于1977年，位于德国巴伐利亚雷根斯堡大学街31号，在雷根斯堡大学校园的南部边缘。占地4.5公顷。植物园在温暖的月份除周六外每天开放。